# کینهایم (آلمان)
کینهایم (به آلمانی: Kinheim) یک شهر در آلمان است که در برنکاستل-ویتلیش واقع شده‌است. کینهایم ۸۲۰ نفر جمعیت دارد.